# Jackie Robinson
Jackie Roosevelt Robinson (ur. 31 stycznia 1919 w Cairo, zm. 24 października 1972 w Stamford) – amerykański baseballista, który występował głównie na pozycji drugobazowego. Jako pierwszy Afroamerykanin w XX wieku zagrał w amerykańskiej Major League Baseball.
Urodził się w Cairo w stanie Georgia. Studiował na University of California w Los Angeles, gdzie był członkiem drużyny uniwersyteckiej UCLA Bruins w czterech dyscyplinach: futbolu, baseballu, koszykówce i sprincie. Uczelnię opuścił w 1941 roku ze względu na problemy finansowe. W tym samym roku grał w drużynie futbolowej w Honolulu, ale wkrótce zgłosił się na ochotnika do służby wojskowej i dołączył do batalionu US Army 761st Tank Battalion. Uzyskał stopień podporucznika kończąc szkołę oficerską Officer Candidate School. W okresie służby w Fort Hood w Teksasie został oskarżony o niesubordynację i dlatego nie został dopuszczony do udziału w wojnie.
W 1945 Robinson był zawodnikiem Kansas City Monarchs, należącej do Negro American League. W październiku 1945 podpisał kontrakt z Montreal Royals z International League, klubem farmerskim Brooklyn Dodgers, którego menadżerem generalnym był Branch Rickey, poszukujący nowych zawodników wśród zespołów z negro league. Był to okres, kiedy zawodnicy pochodzenia afroamerykańskiego nie mieli możliwości grania w MLB ze względu na segregację i dyskryminację rasową.
15 kwietnia 1947 roku Robinson zadebiutował w drużynie Brooklyn Dodgers na Ebbets Field w meczu przeciwko Boston Braves, w którym zdobył runa. Przez następne 12 miesięcy grał na pierwszej bazie, a w późniejszym okresie był głównie drugobazowym. Początkowo padał ofiarą ataków rasistowskich ze strony kolegów z zespołu. W jego obronie stawał menadżer Rickey, jego przyjaciel Pee Wee Reese, a także Hank Greenberg, który był dyskryminowany przez antysemitów. Pomimo dyskryminacji rasowej w 1947 został wybrany najlepszym debiutantem, zaś dwa lata później najbardziej wartościowym zawodnikiem w National League; miał także najlepszą w lidze średnią uderzeń (0,342). W 1955 wystąpił w sześciu meczach World Series, w których Dodgers pokonali New York Yankees 4–3 w serii best-of-seven.
Pod koniec sezonu 1956 został sprzedany do New York Giants, ale wolał już zrezygnować z kariery w ogóle, niż wspierać ten zespół; miało to miejsce w styczniu 1957 roku. Po zakończeniu kariery sportowej zajmował się między innymi prowadzeniem firmy Chock Full O'Nuts a także był członkiem zarządu NAACP. W 1960 zaangażował się w wybory prezydenckie, w których wspierał początkowo Huberta Humphreya, a później Richarda Nixona. Został uhonorowany członkostwem w Baseball Hall of Fame w 1962 roku. W roku 1998 zajął 44. miejsce na liście stu najlepszych baseballistów według magazynu Sporting News (The 100 Greatest Baseball Players) i został wybrany do Drużyny Stulecia MLB.
Grał główną rolę w filmie autobiograficznym „The Jackie Robinson Story” z 1950 roku.
Zmarł na atak serca w wieku 53 lat.
W 1997 roku System Rezerwy Federalnej wyemitował srebrną monetę kolekcjonerską o nominale 1 dolara upamiętniającą Jackiego Robinson.
W kwietniu 2013 roku na ekrany wszedł kolejny film biograficzny o Jackie Robinsonie w reżyserii Briana Helgelanda: „42 – Prawdziwa historia amerykańskiej legendy” – amerykański tytuł: „42”. W roli Jackie Robinsona wystąpił Chadwick Boseman, a rolę Brancha Rickeya zagrał Harrison Ford.
| Nagroda/wyróżnienie                       | Lata                               | Źródło |
| MVP National League                       | 1949                               | [ 13 ] |
| 6× All-Star                               | 1949, 1950, 1951, 1952, 1953, 1954 | [ 8 ]  |
| Zwycięzca w World Series                  | 1955                               | [ 14 ] |
| MLB Rookie of the Year Award              | 1947                               | [ 12 ] |
| Major League Baseball All-Century Team    |                                    | [ 17 ] |
| Baseball Hall of Fame                     | od 1962                            | [ 15 ] |
| #42 zastrzeżony przez Dodgers             | 1972                               | [ 22 ] |
| #42 zastrzeżony przez wszystkie kluby MLB | 1997                               | [ 23 ] |